# Sophie Hediger
Sophie Hediger (Horgen, Suiza; 14 de diciembre de 1998-Arosa, Suiza; 23 de diciembre de 2024) fue una snowborder suiza especialista en snowboard cross.

## Carrera
Ganó medalla de oro en las Universiadas de 2023 en Lake Placid. Participó en dos eventos en los Juegos Olímpicos de Pekín 2022, donde en el snowboard cross finalizó en la posición 15 entre 32 participantes; mientras que en el snowboard cross mixto quedó fuera en semifinales junto a Kalle Koblet.
También participó en cuatro ocasiones en la FIS Snowboard World Cup.

## Muerte
Hediger murió por una avalancha en Arosa Lenzerheide el 23 de diciembre de 2024 a los 26 años.